# سیارک ۴۸۰۲
سیارک ۴۸۰۲ (به انگلیسی: 4802 Khatchaturian، نامگذاری:1989UA7) چهار هزار و هشتصد و دومین سیارک کشف شده‌است که در ۲۳ اکتبر ۱۹۸۹ کشف شد.
قدر مطلق سیارک برابر ۱۵٫۱۰ است.